# Pseudanurophorus quadrioculatus
Pseudanurophorus quadrioculatus är en urinsektsart som beskrevs av von Törne 1955. Pseudanurophorus quadrioculatus ingår i släktet Pseudanurophorus och familjen Isotomidae. Inga underarter finns listade i Catalogue of Life.